# Domenico Beccafumi
Domenico di Pace Beccafumi (Monteaperti, 1486 — Siena, 18 de maio de 1551) foi um pintor italiano do Renascimento e Maneirismo, ativo predominantemente em Siena e considerado um dos maiores representantes da Escola Sienesa.

## Biografia
Nasceu em Monteaperti, perto de Siena, filho de Giacomo di Pace, um camponês que trabalhava para Lorenzo Beccafumi. Vendo seu talento para a pintura, Lorenzo o adotou e o fez estudar arte com Mechero, um pintor de Siena. Apesar de ter ido para Roma e analisado as obras de artistas da Úmbria e de Florença, como Il Sodoma, Domenico sempre foi um artista provinciano de Siena. Suas obras são maneiristas mas também mostram influências medievais, consequência ainda da tradição de Siena no período Gótico.
Além de pintar, também trabalhou nos pavimentos da Catedral de Siena, uma obra que, ao todo, levou mais de um século para ser finalizada. Fez também um imenso arco e um cavalo mecânico para a procissão de Carlos V ao entrar em Siena.

## Galeria

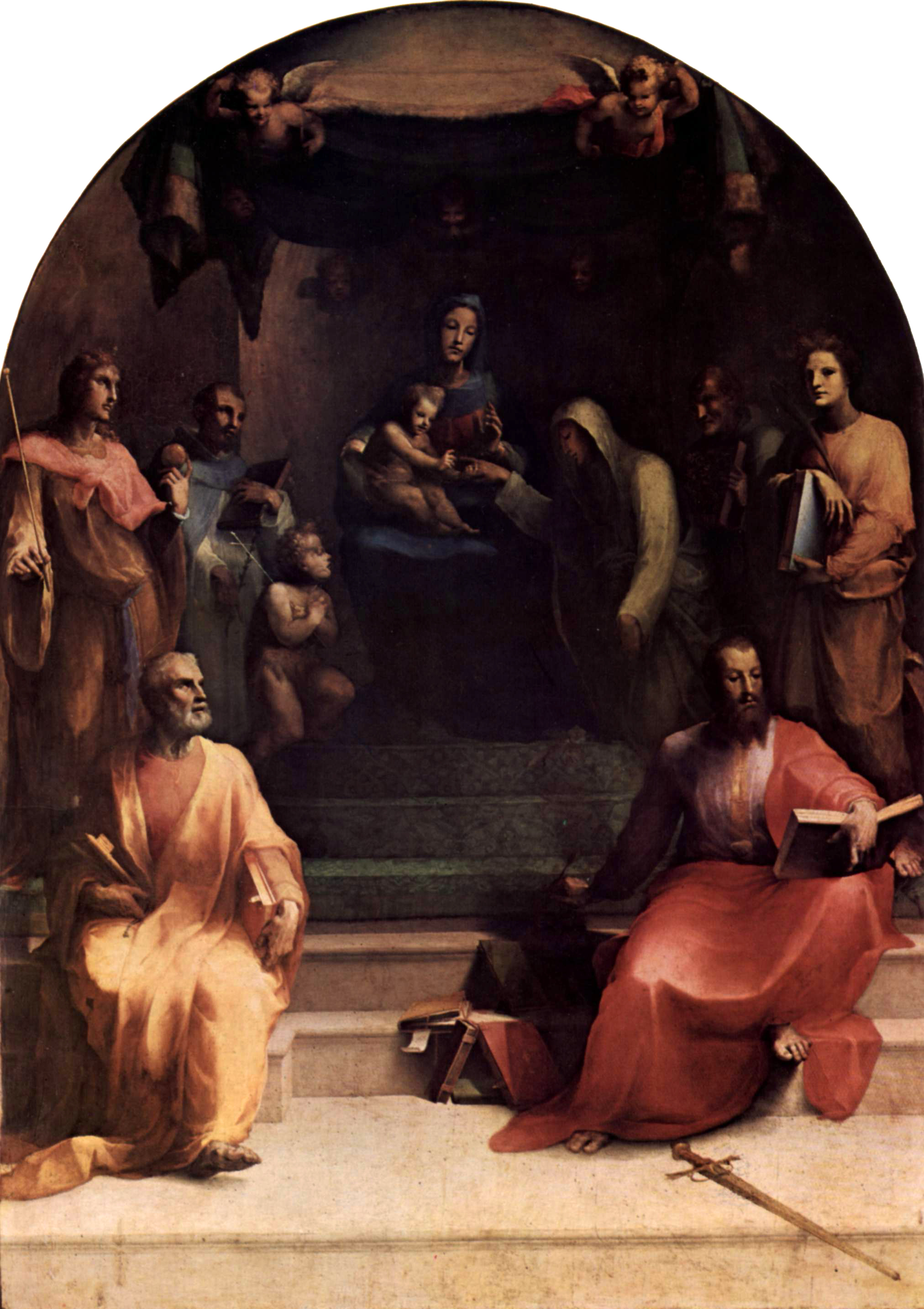
O Casamento Místico de Santa Catarina
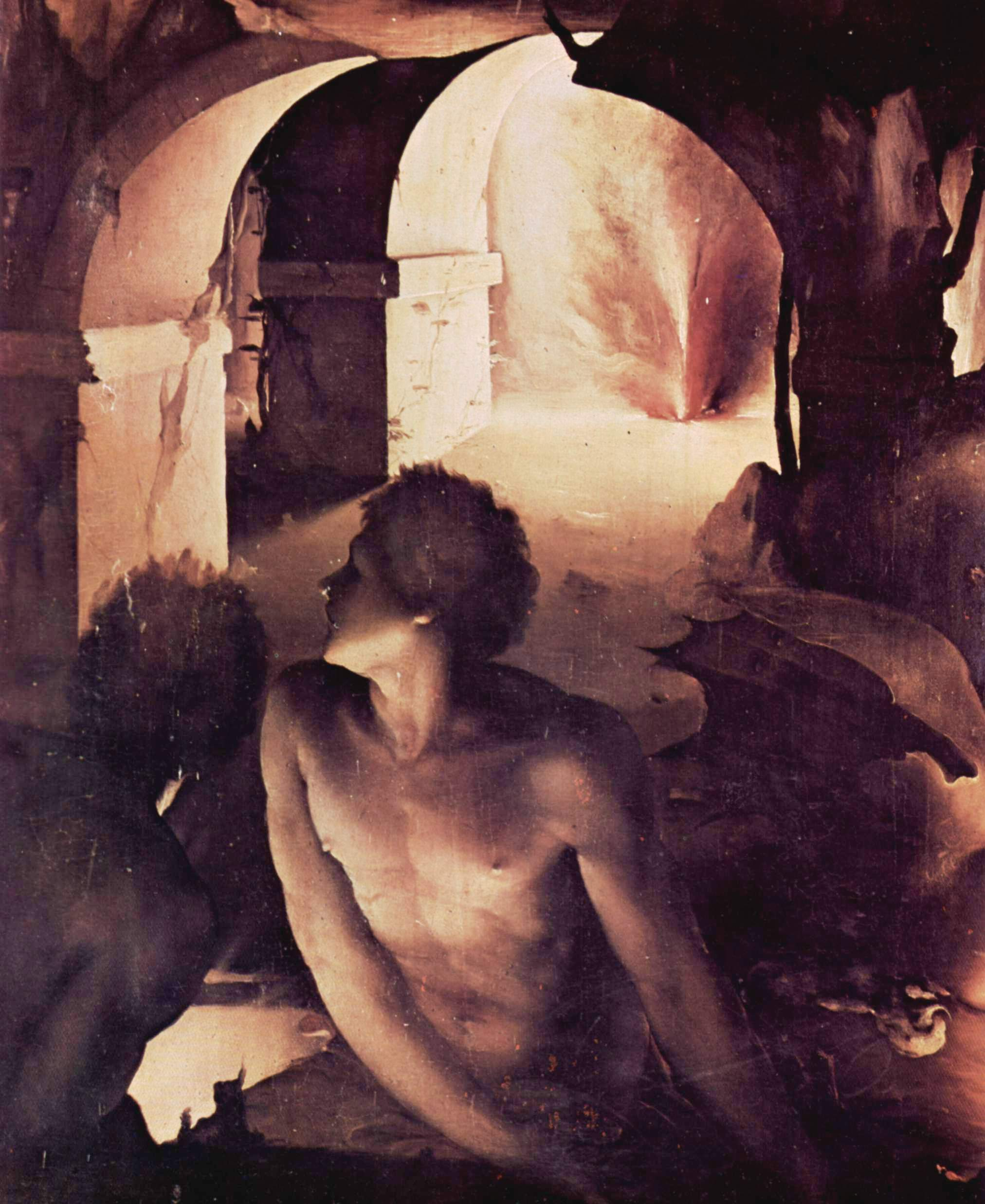
Detalhe de Inferno
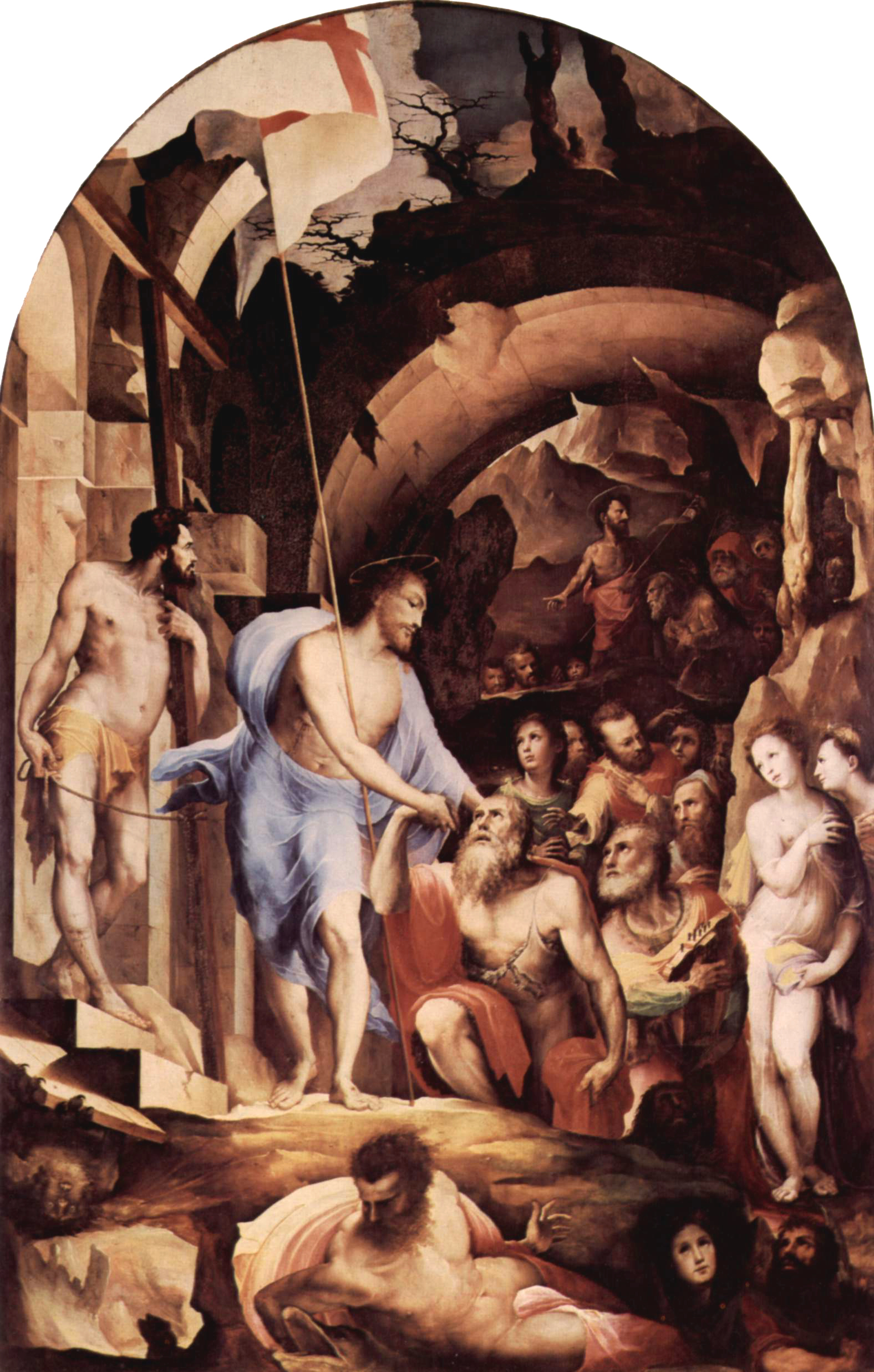
Cristo no Limbo
São Francisco recebe os estigmas
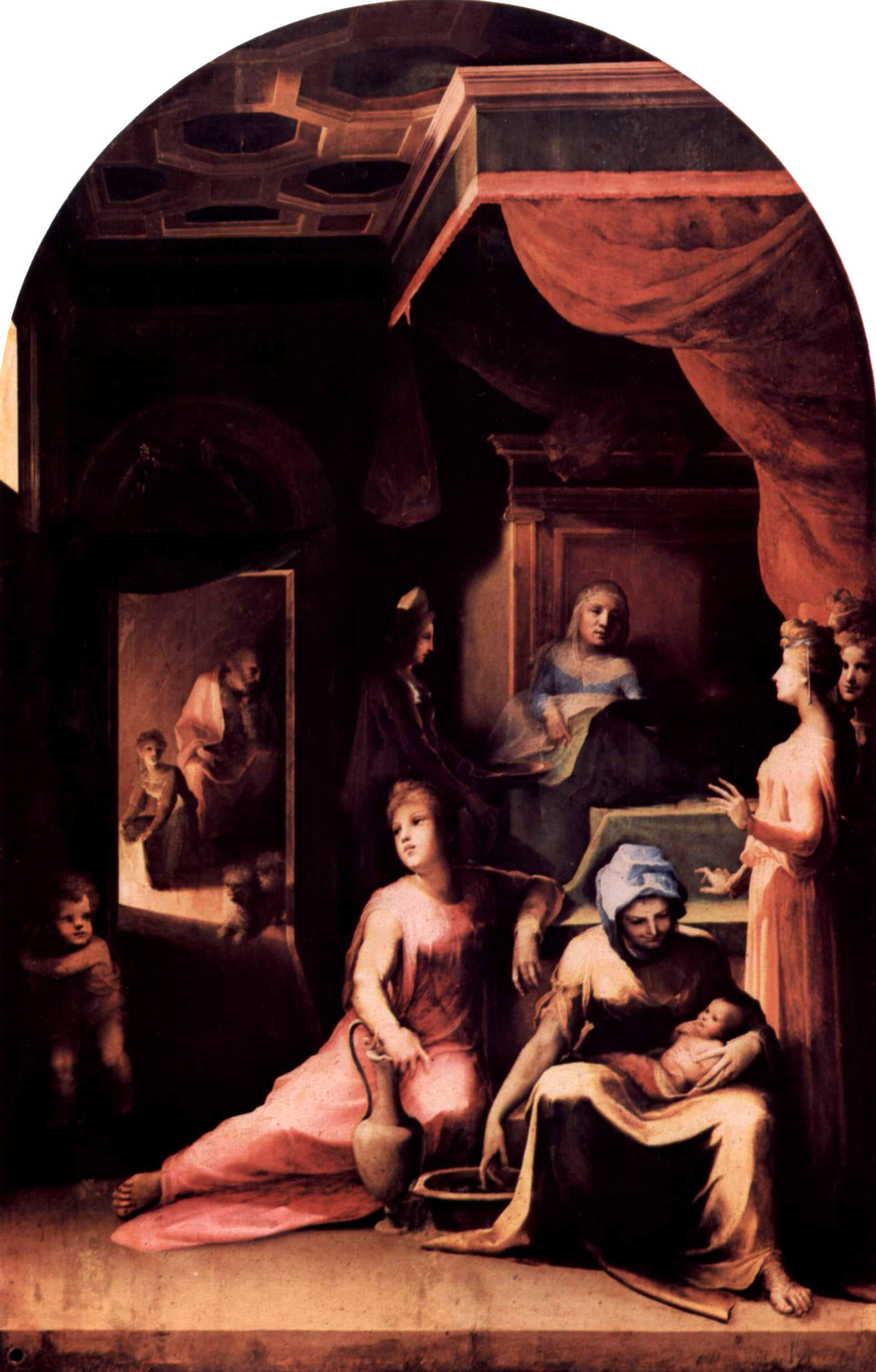
A Natividade da Virgem
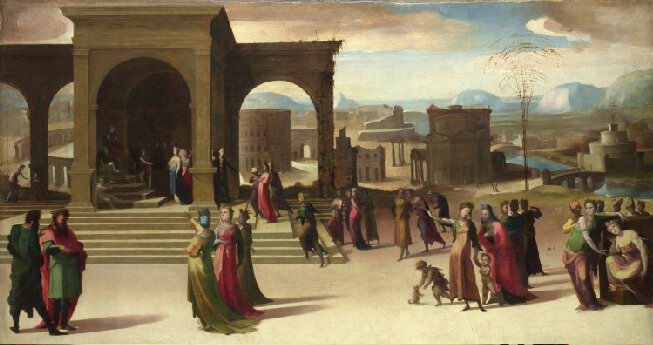
A História de Papirus